# Institut sur la gouvernance
Pour les articles homonymes, voir Institut sur la gouvernance (homonymie) et IOG.
L'Institut sur la gouvernance (en anglais, Institute on Governance ou IOG) est un groupe de réflexion canadien qui se concentre sur le développement d'une meilleure gouvernance dans la sphère publique, tant au Canada qu'au niveau international.
L'institut a son siège à Ottawa et dispose d'un second bureau à Toronto, ainsi que d'importantes opérations en Irak.
L'institut compte environ 40 employés et son président actuel est Toby Fyfe. Il publie des documents politiques et des mémoires sur la société civile, la démocratie, la bonne gouvernance, les systèmes politiques et les formes de gouvernement, la politique et la société.

## Histoire
L'institut sur la gouvernance a été fondé en 1990 à Ottawa par Timothy Plumptre, qui en a été le directeur et le président jusqu'en 2006. Son budget était de 1,5 million de dollars canadiens et il comptait 18 employés (11 chercheurs, 7 administratifs, 1 visiteur) en 2003.
Maryantonett Flumian a été présidente entre 2008 et 2018, période durant laquelle la taille de l'institut a plus que doublé. Cette période a également vu l'institut s'étendre au-delà de son objectif traditionnel dans la région de la capitale nationale, avec des projets en Nouvelle-Écosse, en Ontario, en Colombie-Britannique et au Nunavut, ainsi que de multiples projets de supervision, dont un projet pluriannuel en Irak.